# 沙土镇 (金沙县)
沙土镇，是中华人民共和国贵州省毕节市金沙县下辖的一个乡镇级行政单位。
2013年6月28日，贵州省人民政府批复同意金沙县部分乡镇撤并，以原沙土镇、官田乡及源村乡群星村的潘家寨、二水店、牛滚师、双塘、新石等5个村民组地域为新的沙土镇行政区域，镇人民政府驻振兴社区。

## 行政区划
沙土镇下辖以下地区：
振兴社区、光明社区、敦华社区、红旗村、天星村、里庄村、和群村、天堂村、黄泥村、民族村、观堂村、双星村、中心村、三合村、官田村、新光村、团山村、心合村、新爱村和青山村。